# Diverged
«Separados» —título original en inglés: «Diverged»— es el vigésimo-primer episodio de la tercera parte de la décima temporada de la serie de televisión The Walking Dead y a su vez es el episodio 152 en general. Estuvo dirigido por David Boyd y en el guion estuvo a cargo por Heather Bellson, el episodio se lanzó a través de la plataforma de transmisión AMC+ el 26 de marzo de 2021 y se transmitió por televisión el AMC el 28 de marzo. Sin embargo la cadena FOX Channels hizo lo propio en Hispanoamérica y España el 29 de marzo de 2021.
Después de un punto bajo en su amistad Daryl Dixon (Norman Reedus) y Carol Peletier (Melissa McBride) van en caminos separados y pasan el día encontrándose con sus propios obstáculos, que deben superar a su manera.

## Trama
Daryl, Carol y Perro están de regreso a Alexandría. Carol lucha por abrir su cantimplora, por lo que Daryl le da su navaja para aflojar la tapa. Daryl decide quedarse más tiempo en el bosque en un esfuerzo por encontrar más suministros. Los dos finalmente llegan a una bifurcación en el camino y se separan, y Perro decide seguir a Carol.
Carol regresa a Alexandria y habla con Jerry (Cooper Andrews) para preguntarle qué puede hacer para ayudar. Jerry no tiene ningún trabajo para ella, pero se da cuenta de que algo la molesta. Carol se va y decide preparar comida para todos, pero las cosas no salen según lo planeado: los Susurradores dañaron los paneles solares y hay una rata en su casa que tiene a Perro enfadado, Carol se las arreglar para hacer una ratonera en un intento de atrapar a una rata que había estado en el granero y posteriormente arregla los paneles solares que no funcionaban. Mientras tanto, en el bosque, la motocicleta de Daryl se malogra y lo obliga a continuar a pie, sin poder cocinar nada, Carol sale de Alexandría para buscar ingredientes para la sopa. Durante el camino la rodean una horda de caminantes en el campo, pero logra despacharlos a todos. En otra parte, Daryl encuentra un grupo de autos abandonados y encuentra piezas que necesita para arreglar su motocicleta, pero no puede hacer las reparaciones sin su cuchillo. Por lo que decide caminar en su motocicleta de regreso a Alexandría, pero se encuentra con un grupo de caminantes vestidos con trajes militares, los mata y entre los suministros que encuentra, hay un cuchillo lo cual lo ayuda con sus reparaciones.
Ahora, de vuelta en Alexandria, Carol arregla los paneles solares y comienza a cocinar su sopa, pero termina persiguiendo a la rata por la cocina antes de que los paneles solares se apaguen. Se va a la cama con Perro, diciendo que extraña a Daryl y sabe que volverá pronto, pero piensa en irse. En medio de la noche, Carol y Perro escuchan a la rata, lo que hace que Carol sufra una avería y destruya parte de la pared de la cocina. Ella todavía no puede encontrar la rata, a la mañana siguiente, Carol limpia la cocina y cocina su sopa. Llega Jerry, quien le pregunta si está bien. Admite que está preocupado por Ezekiel. Mientras comparten un abrazo, la rata sale de la casa y sale corriendo, para alivio de Carol. Daryl regresa en su motocicleta reparada, pero dice que está cansado y rechaza la sopa. Los dos vuelven a ir por caminos separados.

## Recepción

### Recepción crítica
"Diverged" recibió críticas predominantemente negativas de los críticos, y la respuesta del público fue más polarizada. En Rotten Tomatoes, el episodio tiene un índice de aprobación del 33% con un puntaje promedio de 4.88 sobre 10 basado en 12 reseñas. El consenso crítico del sitio dice: "'Diverged' se centra en Carol y Daryl, las favoritas de los fanáticos, pero esta trepidante entrega agrega muy pocas capas nuevas a estos personajes ya establecidos."
Alex McLevy de The A.V. Club le dio al episodio una "C-" y escribió: "Cuando la gente habla de The Walking Dead como si se estuviera echando humo, este es el tipo de episodio al que se refieren".  Escribiendo para  io9 , Rob Bricken también dio una crítica negativa y dijo: "Honestamente, este episodio no tenía por qué existir. Fue extremadamente lento, incluso en comparación con los otros episodios de la temporada 10 /pandemia y resume rápidamente algo que ya sabíamos que se habría terminado tarde o temprano."  Nick Romano de Entertainment Weekly criticó el episodio y escribió: "Parece intrascendente ... excepto por alimentar este sueño para el debut de "A Cocinar con Carol".  En su reseña de Business Insider, Kirsten Acuña también dio una crítica negativa, escribiendo: "En la superficie, "Diverged" es un poco laborioso y un episodio de botella completamente innecesario."
El crítico de Forbes Erik Kain criticó el episodio y escribió: "No solo es 'Diverged' el peor de los episodios adicionales de la temporada 10 hasta ahora, sino que es básicamente el peor episodio desde que Angela Kang asumió el cargo de showrunner."
En una reseña positiva, Paul Dailly de TV Fanatic le dio al episodio una calificación de 4 sobre 5 y escribió: "Será una de esas horas polarizantes porque fue otra inmersión profunda en los personajes que han sido parte de la serie desde el principio. Solo por esa razón, "Diverged" fue uno de mis episodios favoritos en mucho tiempo."

### Calificaciones
El episodio fue visto por 1,94 millones de espectadores en los Estados Unidos en su fecha de emisión original, debajo del episodio anterior.